# Klęczany (Gorlice)
Pour les articles homonymes, voir Klęczany.
Klęczany est une localité polonaise de la gmina et du powiat de Gorlice en voïvodie de Petite-Pologne.